# Mitu tuberosum
Mitu tuberosum е вид птица от семейство Cracidae. Видът е незастрашен от изчезване.

## Разпространение
Разпространен е в Боливия, Бразилия, Колумбия и Перу.